# Кассано-Ирпино
Кассано-Ирпино (итал. Cassano Irpino) — коммуна в Италии, располагается в регионе Кампания, в провинции Авеллино.
Население составляет 1002 человека (2008 г.), плотность населения составляет 81 чел./км². Занимает площадь 12 км². Почтовый индекс — 83040. Телефонный код — 0827.
Покровителем коммуны почитается святой апостол Варфоломей, празднование 24 и 25 августа.

## Демография
Динамика населения:

## Администрация коммуны
- Официальный сайт: http://www.comunecassanoirpino.it/ Архивная копия от 5 марта 2010 на Wayback Machine